# Adorazione del Vitello d'oro
L'Adorazione del Vitello d'oro, noto anche come Danza attorno al Vitello d'oro, è un quadro a olio di Nicolas Poussin dipinto tra il 1633 e il 1634 e conservato presso la National Gallery di Londra. Ritrae l'adorazione del Vitello d'oro da parte degli Ebrei, dal capitolo 32 del Libro dell'Esodo.

## Storia
Insieme a Gli Ebrei attraversano il mar Rosso, L'Adorazione del Vitello d'oro è uno dei due quadri commissionati a Poussin da Amadeo dal Pozzo, Marchese di Voghera e cugino di Cassiano dal Pozzo, il principale committente dell'artista a Roma. Intorno al 1685 entrambi i dipinti sono di proprietà di Filippo di Lorena e nel 1710 vengono acquistati da Bénigne de Ragois de Bretonvillers. Nel 1741 sono in possesso di Sir Jacob Bouverie, il cui figlio William diventa il primo conte di Radnor, e presso la cui famiglia le due opere restano fino al 1945. In quell'anno per la prima volta i dipinti vengono destinati a collocazioni differenti: L'Adorazione del Vitello d'oro alla National Gallery di Londra, e Gli Ebrei attraversano il mar Rosso alla National Gallery of Victoria in Australia.

### Atti vandalici
"Nel 1978 un uomo assaltò la Danza attorno al vitello d'oro di Poussin (...) alla National Gallery di Londra"; l'aggressore "concentrò i propri sforzi sulla raffigurazione dello stesso Vitello d'oro". Una delle possibili motivazioni del gesto potrebbe essere il fatto che "la storia del Vitello d'oro è uno dei loci classici del culto idolatrico delle immagini: è stato addotto in quanto tale e come indice dell'improvvisa caduta morale degli ebrei nel deserto, a partire dal momento in cui l'umanità ha cominciato a preoccuparsi della validità e dell'impiego delle immagini figurate".
Il 17 luglio 2011 il quadro subì un ulteriore atto vandalico: venne danneggiato con la vernice rossa di una bomboletta spray insieme a L'adorazione dei pastori del medesimo artista.

## Descrizione
Il soggetto è tratto dal capitolo 32 del Libro dell'Esodo: "Nell'Esodo (c. 20, VV. - 4) Dio insiste: 'Non avrai altro Dio all'infuori di me. Non ti fare nessuna scultura, né immagini delle cose che sono su nel cielo, o sulla terra, o nelle acque sotto la terra'. La proibizione esisteva, ma Mosè tardava a tornare dal Monte Sinai con la legge completa".

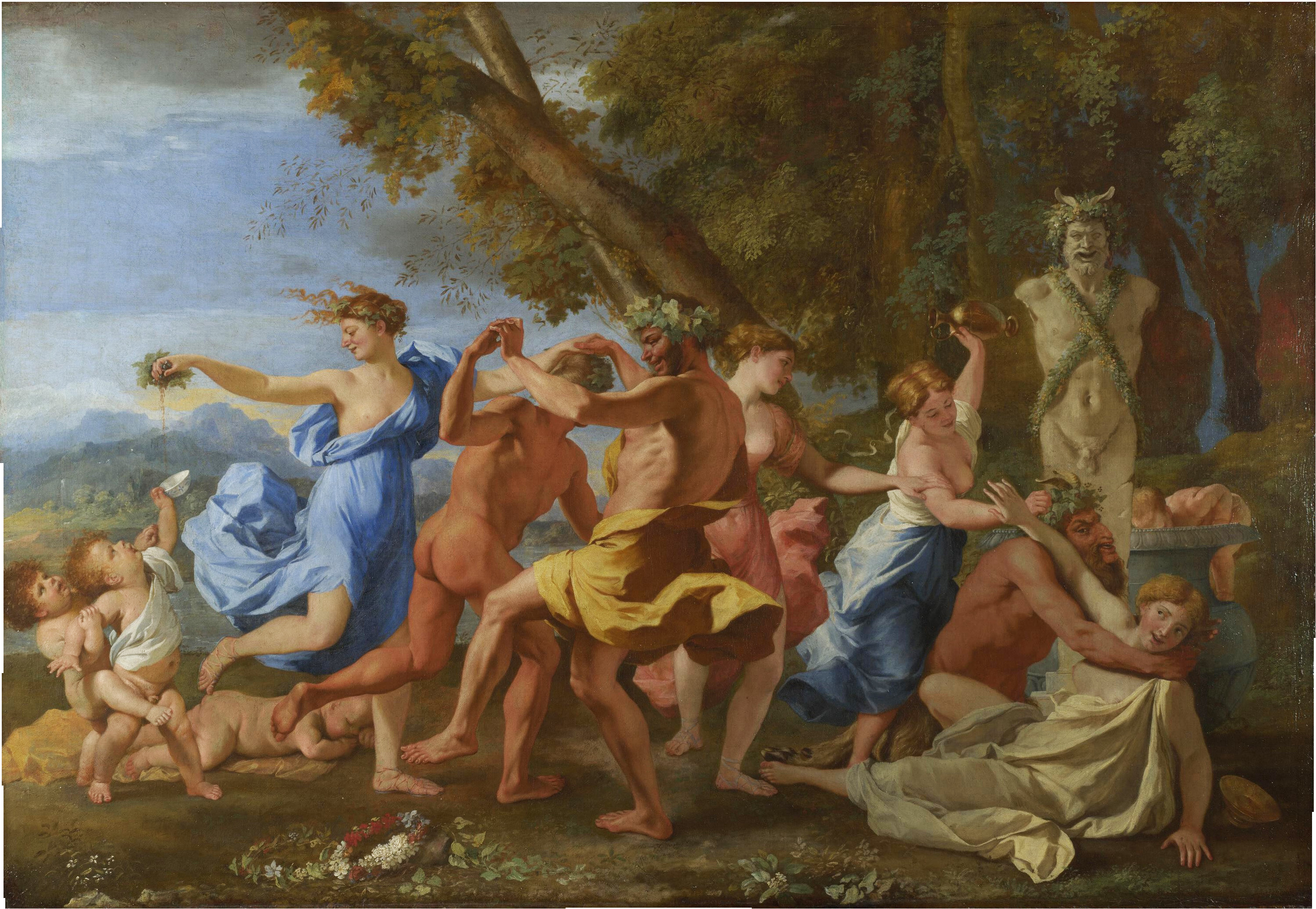
Nicolas Poussin, Baccanale davanti a una statua di Pan

Il popolo d'Israele, non conoscendo il motivo del ritardo di Mosè, chiede una nuova guida divina al fratello Aronne. Questi raccoglie l'oro che il popolo gli porge, lo fonde e con esso forgia un vitello ispirato agli dei egizi. "Mosè scende allora dalla montagna, avvertito da Dio che la gente si è corrotta: quando vede la gente che balla, scende infuriato e fa a pezzi le tavole della legge".
"Nel quadro di Poussin, Aronne è la figura centrale. Posto di fronte al vitello, è il solo tra i partecipanti a essere vestito di bianco. Anche se il bianco conviene al suo stato sacerdotale, serve pure di commento alle vistose lusinghe cromatiche degli abiti degli (...) idolatri". Inoltre "con una mano Aronne mostra il vitello, con l'altra sembra indicare i propri occhi: (...) è per mezzo della vista che si cade nell'idolatria - e ne consegue lo sfrenarsi degli altri sensi. Il vitello è d'oro, e sta su un piedistallo coronato e inghirlandato da miriadi di piccoli fiori".
Poussin riprende la scena della danza da un'opera precedente, Baccanale davanti a una statua di Pan, pure conservata presso la National Gallery, rispetto alla quale ruota però il gruppo centrale di 180 gradi.

### Confronto con il trittico di Luca da Leida

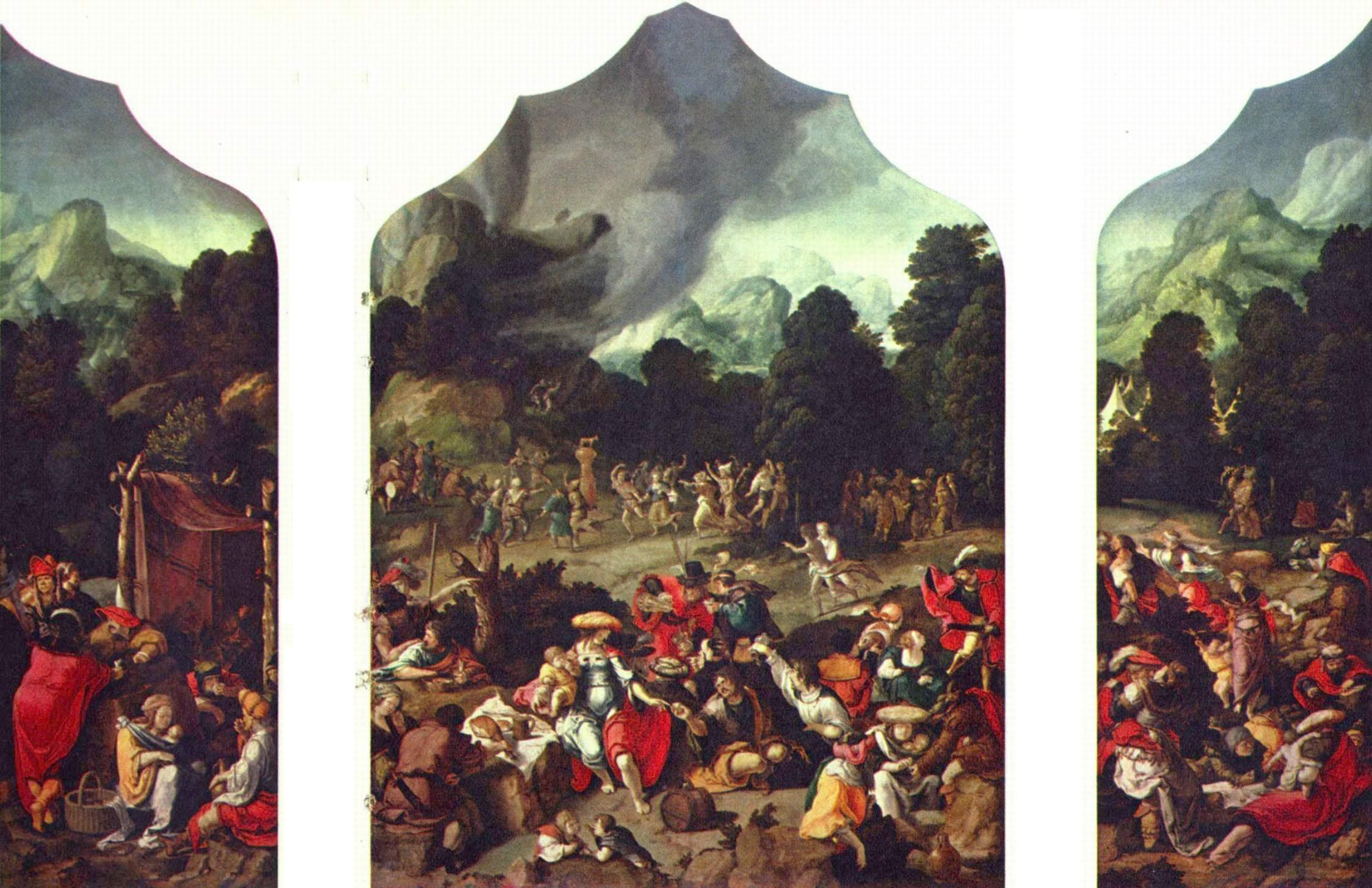
Luca da Leida, Adorazione del Vitello d'oro, trittico, 1530 ca.

Sia il dipinto di Poussin che l'omonimo trittico di Luca da Leida raffigurano l'"idolatria estrema: un'immagine falsa, costruita a dispetto della proibizione delle immagini incise, è circondata dalle testimonianze visibili di una sensualità corrotta in cui sono caduti uomini e donne come conseguenza dell'adorazione di un surrogato".
"In entrambi i casi la corruzione e la sfrenata sensualità sono rappresentati soprattutto dalla danza, anche se nel quadro di Luca esse sono ulteriormente sottolineate dall'ubriachezza e dall'attività lussuriosa di uomini e donne sulle ali del trittico. Poussin porta in primo piano sia il vitello d'oro, sia la danza, [fornendo] a tali elementi un'importanza assai maggiore del consueto. Prima di questo quadro il falso idolo era di solito di proporzioni molto meno ragguardevoli, come si vede nel quadro di Luca e nei precedenti più immediati del quadro di Poussin, come la scena sulla volta delle logge vaticane".
Attraverso la danza "il pittore si è proposto di trasmettere il senso di libertà rispetto alle restrittive repressioni dei sensi (...). Nell'abbandono alla danza, la manica dell'abito della donna in primo piano è scivolata giù dal braccio, (...) mentre il drappeggio dell'abito della donna alla destra del gruppo, che sembra esortare la gente in adorazione a unirsi alla danza, è parimenti caduto".
"Nel dipinto di Luca di Leida il ballo sullo sfondo è ancora più sfrenato, sembra non avere limiti. Il regno dei sensi è ulteriormente reso da tutto il mangiare, bere e oziare raffigurati in primo piano": vi si "trovano accoppiate la nozione di realismo e la provocazione dei sensi". I due dipinti fissano la rappresentazione del momento in cui viene eretta e invocata "un'immagine materiale", visibile, che "inevitabilmente impegna i sensi. Quando si abbandona il vero Dio invisibile, la gente cade nella dissolutezza".
In entrambi i dipinti si coglie l'ironia profonda per un soggetto proprio di un quadro che ha "conseguenze negative del guardare. Nel caso del trittico di Luca di Leida il commento e l'ironia sono anche più profondi", a causa della forma a pala d'altare che riprende quella delle immagini devozionali, malgrado il "tema narrativo" rappresentato.